# Bagik Papan
Bagik Papan is een bestuurslaag in het regentschap Oost-Lombok van de provincie West-Nusa Tenggara, Indonesië. Bagik Papan telt 9271 inwoners (volkstelling 2010).